# Karl Lederer (résistant)
Pour les articles homonymes, voir Lederer.
Karl Lederer (né le 22 septembre 1909 à Vienne, mort le 10 mai 1944 dans la même ville) est un résistant autrichien au nazisme.

## Biographie
Fils d'un directeur de la Wiener Bankverein, Karl Lederer étudie le droit à l'université de Vienne et a en 1933 un doctorat en droit. Il obtient un emploi auprès du procureur financier de Vienne.
Lorsque le député Kurt Schuschnigg fonde l'association de défense chrétienne Ostmärkische Sturmscharen en 1930, Lederer est l'un des premiers membres. En 1936, il rejoint le Front patriotique afin de lutter contre l'annexion de l'Autriche par le Troisième Reich.
Après l'Anschluss, en février 1939, Lederer est démis de ses fonctions en raison d'un « métissage juif ». Lederer fonde le groupe de résistance Österreichische Freiheitsbewegung, avec lequel il produit et distribue des tracts antinazis. En 1940, il fait la connaissance du chanoine augustinien Roman Karl Scholz de Klosterneuburg, qui dirige un groupe de résistance appelé également Österreichische Freiheitsbewegung. La même année, les deux groupes conviennent de travailler en étroite collaboration.
Au cours de l'été 1940, ce groupe est trahi et tous ses membres arrêtés. Lederer est condamné à mort par le Volksgerichtshof pour haute trahison et exécuté le 10 mai 1944. En juillet 1945, ses proches réussissent à localiser son corps à l'institut d'anatomie, il devait être utilisé à des fins d'étude. Karl Lederer est enterré le 1er décembre 1945 au cimetière de Döblingen.